# Miko (Berufsbezeichnung)

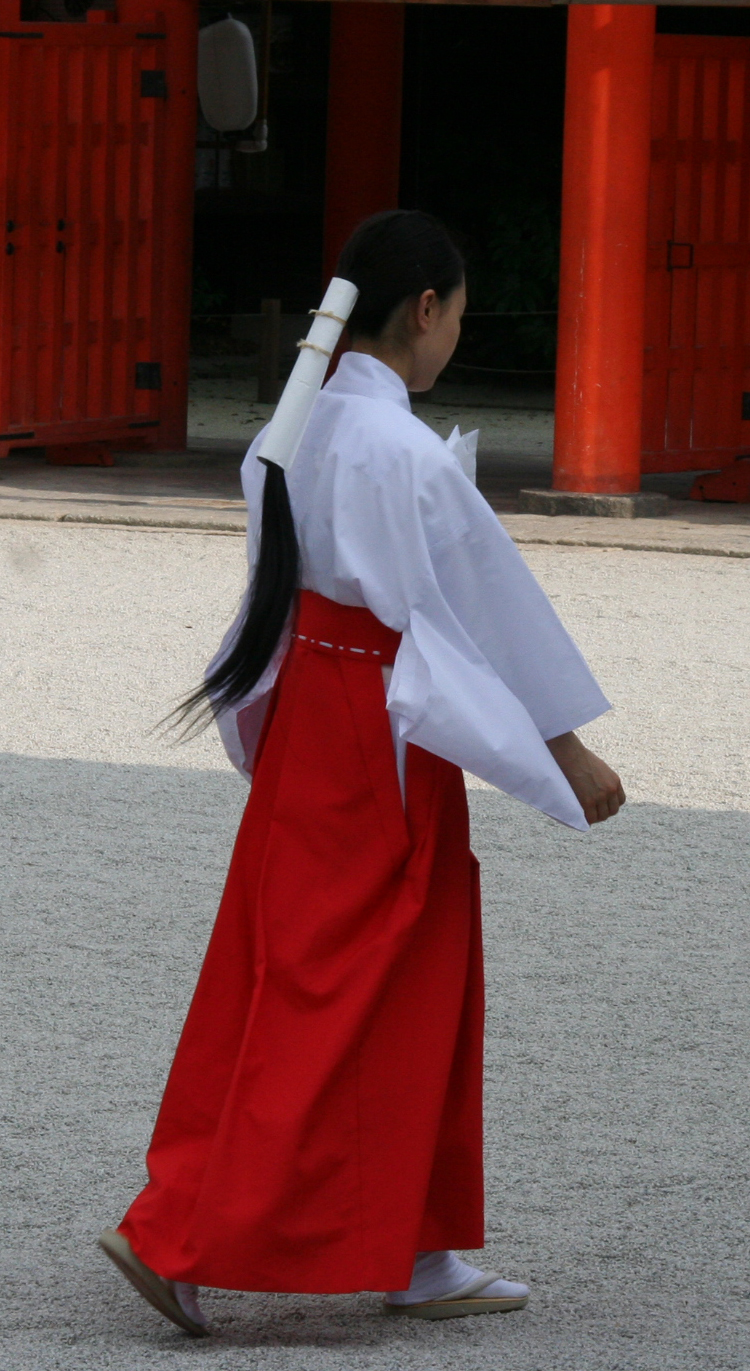
Miko in einem Schrein.

Als Miko (japanisch 巫女; wörtl. „Jungfer-im-Schrein“, „Schreinmaid“), auch Fujo (神子; „Kind Gottes“) oder seltener Mikanko (御神子; „Gottes Jungfer“) genannt, bezeichnet man in der japanischen Tradition eine junge Frau, die in einem shintōistischen Tempel, Schrein oder sonstigen Heiligtum arbeitet und wirkt. Bis in die Shōwa-Zeit waren Mikos angehende Priesterinnen, heute assistieren sie Shintō-Priestern, vergleichbar mit westlichen Ministrantinnen.

## Aufgaben
Eine Miko dient einer bestimmten Gottheit (einem Kami) und deren Schrein oder Tempel, der sie geweiht ist, seltener sind es mehrere Gottheiten. Dort betet (祈祷; kitō) sie, singt, bringt Opfergaben (幣帛; heihaku) dar und dient als symbolische Vermittlerin und Botin zwischen ihrer Gottheit und den Menschen. Sie nimmt an Zeremonien und Ritualen (護摩; goma) teil oder leitet diese selbst, sie vollführt „magische“ Tänze (神楽; kagura) und wenn sie einem Priester oder Abt unterstellt ist, assistiert sie ihm. Zu ihren Alltagsaufgaben zählen unter anderem das Fegen und Entstauben von Tempelhöfen, Treppen und Wegen, das Reinigen von Utensilien und Reliquien sowie das Waschen der Trachten und Kimonos. Im heutigen Japan gehören mittlerweile auch das Zubereiten und Feilbieten traditioneller Speisen und der Verkauf von Talismanen und Räucherstäbchen dazu.
Allgemein bleiben Mikos ein Leben lang (heute zumindest während ihrer Berufszeit) jungfräulich und unverheiratet, ähnlich wie Nonnen. Bis in die späte Heian-Zeit (12. Jahrhundert) konnten Mikos mit Yamabushi, die der Shugendō-Religion angehörten, liiert werden. Dies waren allerdings rein rituell-formelle Ehen, die kinderlos blieben. Diese Praxis kam etwa Mitte des 13. Jahrhunderts wieder aus der Mode.

## Tracht

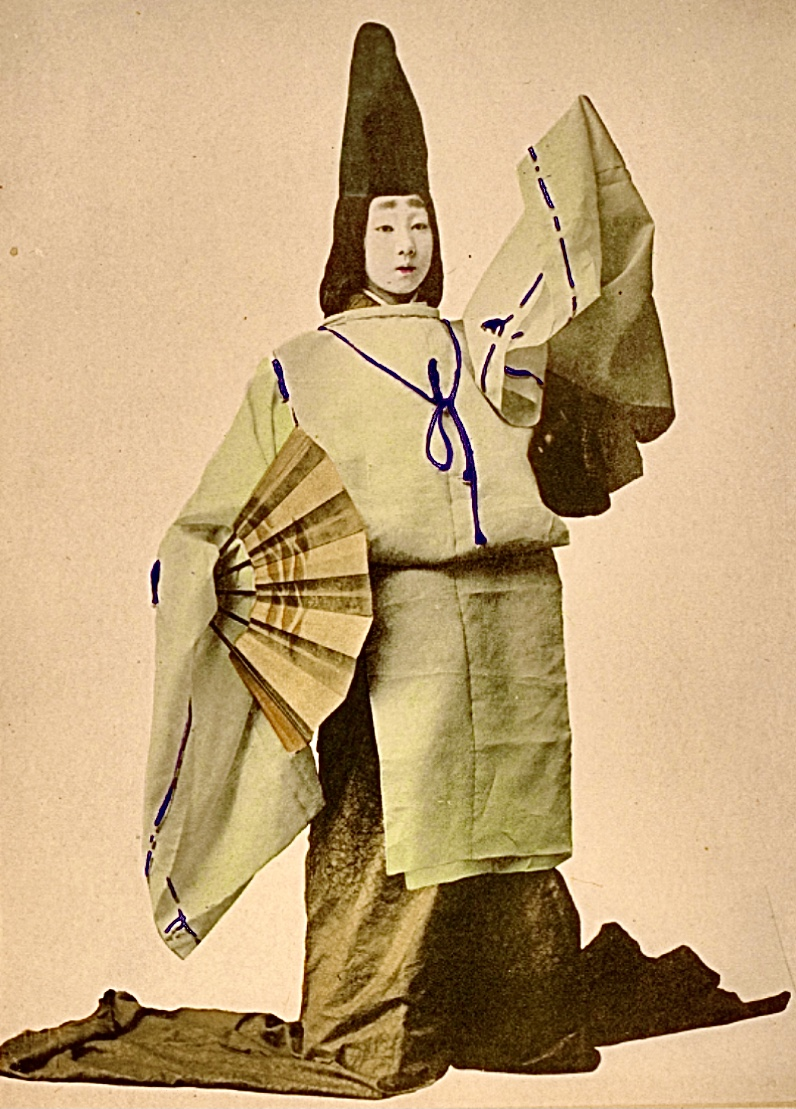
Eine Miko mit Torikabuto-Hut (um 1900).

Mikos sind für ihre traditionelle Tracht bekannt, die sie unverwechselbar macht. Eine „klassische“ Miko kleidet sich in einen scharlachroten Andon-hakama (行灯袴), einen knöchellangen Faltenrock. Sie trägt dazu einen schneeweißen Furisode (振袖), einen Damenkimono mit weit herabhängenden Ärmeln. Auch die darunter getragenen Blusen sind reinweiß. Bei bestimmten Tempeltänzen tragen sie zusätzlich eine besondere Robe namens Chihaya (千早). Ihr langes Haar trägt die Miko meist offen, es kann aber auch mit einer weißen oder roten Haarschleife auf halber Höhe zusammengebunden sein. Diese Haarschleife wird Mizuhiki (水引; wörtl. „Wasserzieher“) genannt. An ihren Füßen tragen sie spezielle Socken, die Tabi (足袋) heißen. Als Schuhwerk werden entweder Zōri (草履), einfache Sandalen, getragen, oder Geta (下駄) aus Holz. Manchmal laufen sie auch barfuß, aber das wird normalerweise nur zu festlichen Anlässen und bei speziellen Zeremonien verlangt. Zu bestimmten Anlässen tragen Mikos einen sogenannten Torikabuto (鳥兜; „Vogelhelm“), einen eigentümlichen, hohen Spitzhut sowie traditionelle Faltfächer.
Zu den klassischen Utensilien und Reliquien, die eine Miko mit sich führt und benutzt, gehören unter anderem:
- der Gohei (御幣), ein Holzstab mit zwei zickzack-förmig gefalteten Papierstreifen am oberen Ende,
- der Azusa-yumi (梓弓), ein traditioneller Musikbogen aus dem azusa genannten Holz des Trompetenbaums (Catalpa) oder der Zierkirschen-Birke (Betula grossa), die in Japan endemisch ist,[5]
- der Tamagushi (玉串), ein Bündel aus frisch geschnittenen Zweigen des Sperrstrauchs (Cleyera japonica),
- die Gehōbako (外法箱), eine hölzerne Schatulle, die rituelle Objekte wie kleine Gebetsglöckchen, Masken, Amulette und/oder Rosenkränze aus Magatama (勾玉; „Gebetsperlen“) enthält.[6]

Diese Utensilien kommen bei Zeremonien und Ritualen zum Einsatz. Den korrekten Umgang mit ihnen mussten Mikos in früheren Epochen während einer langjährigen Ausbildung erlernen. Diese Ausbildung wurde von einer Priesterin, Gūji (宮司; „Oberste Priesterin“) genannt, beaufsichtigt und währte zwischen drei und sieben Jahren. Heute können Mikos auch angelernt werden.

## Geschichte
Die Tradition des Schamanismus durch weibliche „Gottesdiener“ lässt sich in Japan bis in die Jōmon-Zeit um etwa 600 v. Chr. zurück datieren. Mikos als religiöser, fest etablierter Beruf sind seit der Nara-Zeit (8. Jahrhundert) sicher überliefert. Ursprünglich wurde das Wort „Miko“ für junge Schamaninnen verwendet, die durch die Lande zogen und für ländliche Gemeinden beteten und/oder Götter anriefen. Sie betätigten sich gelegentlich auch als Orakel, wobei dies eher älteren, erfahreneren Mikos vorbehalten blieb. Ab dem Ende der Yayoi-Zeit (3. Jahrhundert) wurden sie von Priestern und/oder Mönchen begleitet und angeheuert. Zu dieser Zeit waren Mikos auch unter der Bezeichnung Reibai (霊媒) bekannt, was so viel wie „Vermittler/in“ bedeutet und heute mit „Medium“ gleichgesetzt wird. Ab der Kamakura-Zeit (14. Jahrhundert) wurden Mikos gewissermaßen in zwei Berufsgruppen unterteilt: die reisende („pilgernde“) Miko, die durch die Lande zog, und die ortsansässige („stationäre“) Miko, die in ihrem Schrein oder Tempel wohnte. Während der Edo-Zeit (19. Jahrhundert) erfuhr die Berufung einer Miko eine erneute Wandlung. Der japanische Kaiserhof trennte strikt die Klosterschulen des Shintō, des Buddhismus und des Shugendō und deren rituelle Handlungen und Festlichkeiten voneinander, was dazu führte, dass Mikos fortan nur noch shintōistischen Institutionen dienen durften. Bis zum Ende der Taishō-Zeit waren Mikos angehende Priesterinnen und konnten zu einer Gūji (宮司; „Oberste Priesterin“) aufsteigen. Seit der Shōwa-Zeit (spätes 20. Jahrhundert) hat die Berufung einer Miko an Prestige und Bedeutung eingebüßt und der Beruf wird vielerorts inzwischen auch von lediglich angelernten Studentinnen und ehrenamtlichen Freiwilligen ausgeübt.

## Mikos in der modernen Subkultur

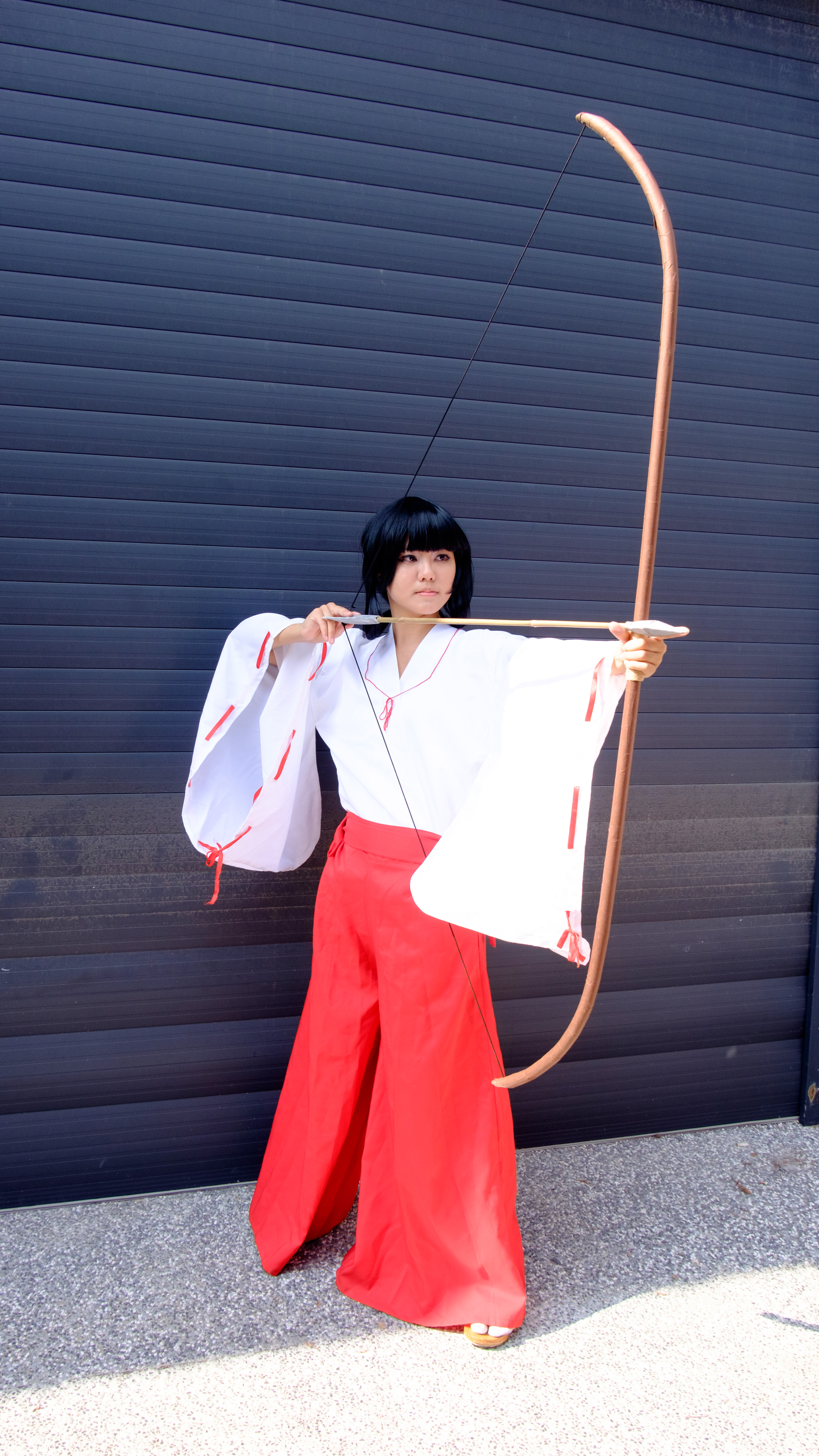
Kikyō, ein fiktiver Charakter in Gestalt einer Miko aus Inuyasha (Cosplay).

In der westlichen Welt sind Mikos sehr bekannt und werden bisweilen als ein Hauptcharakteristikum der japanischen Kultur betrachtet, ähnlich wie Geishas, Yōkai und Pokémon. In erster Linie ist dies der Welt der Comics, Manga und Anime-Serien zu verdanken. Prominente Beispiele für Manga sind unter anderem: Sailor Moon und Kannazuki no Miko. Populäre Beispiele für Anime-Serien sind: Inuyasha, Shaman King und Naruto. Mikos treten aber inzwischen auch in Computerspielen wie Touhou Project sowie in Kartenspielen wie Yu-Gi-Oh! auf. In diesen modernen Medien werden Mikos vorwiegend erstaunlich realistisch dargestellt, ihr Alltagsleben und ihre alltäglichen Diensttätigkeiten werden historisch korrekt wiedergegeben. Allerdings gilt Letzteres überwiegend nur so lange, wie Mikos mehr oder weniger als Hintergrund- oder Nebencharaktere auftreten. Sobald Mikos eine tragende Nebenrolle oder gar die Hauptrolle übernehmen, werden ihnen gern übersinnlich-mystische Kräfte angedichtet, die sich rasch von der Wirklichkeit entfernen. Zu den übersinnlichen Kräften, die Mikos in modernen Medien und Subkulturen demonstrieren, gehören besonders das Beschwören und/oder Bannen von Dämonen und Kami, Hexerei und Levitation. Aber auch ihr Umgang mit rituellen Utensilien und/oder Waffen und Werkzeugen wird oft mit unnatürlichen Attributen geschmückt: magische Pfeile, die in Lichtsphären explodieren, fliegende Gebetsperlen, magische Puppen wie Shikigami und vieles mehr. Auch werden Mikos präsentiert, die sich in männliche (seltener weibliche) Hauptcharaktere verlieben, wie zum Beispiel in Inuyasha. Sie nehmen also an Liebesdramen und -beziehungen teil. Derlei mag im realen Leben und in der Vergangenheit vorgekommen sein, doch im wirklichen Leben hätten ihnen jegliche Romanzen in der Form, wie sie in Anime und Manga porträtiert werden, erheblichen Ärger beschert (bis hin zur Verbannung).
Mikos werden in modernen Medien oft sexualisiert, ähnlich wie Geishas. In Wirklichkeit waren und sind Mikos definitiv keusch und zeigen wenig bis gar kein Interesse an sexuellen Interaktionen oder Beziehungen. Wenn Mikos in Anime barbusig oder gar nackt erscheinen, soll dies eigentlich keine rein sexuellen Konnotationen auslösen (was aber dem männlichen Publikum schwerfallen dürfte). Wenn Mikos ihre Brüste zeigen, dann meistens aus einer bedrohlichen Situation heraus: ein Monster (meist ein Yōkai oder Oni, seltener ein Kami) oder ein böser Mensch will sie töten, weil er sie für einen Mann hält oder ihre mystischen Kräfte anzweifelt. Mit ihrer Entblößung beweist die Miko demnach ihre Weiblichkeit und schamanistischen Kräfte. In vielen adulten Manga und Anime nutzen einige Mikos ihre Barbusigkeit aus, um Dämonen und Kami gezielt in eine Falle zu locken - ihre Sexualität dient hier also als Waffe. Die sexualisierte Darstellung der Miko in modernen Medien hat mit dem Volksglauben zu tun, dass schamanistische Kräfte mit dem Geschlecht und der Geschlechtsreife zusammenhingen. Hintergrund ist der historische Umstand, dass Frauen in Japan seit jeher eher mit Schamanismus und Orakeltum verbunden sind, als Männer. Das schlägt sich auch in der Tradition im wirklichen Leben nieder: Es gibt keine männlichen Mikos.